# Lunaceps drosti
Lunaceps drosti är en insektsart som beskrevs av Günter Timmermann 1954. Lunaceps drosti ingår i släktet månlöss, och familjen fjäderlöss. Arten är reproducerande i Sverige. Inga underarter finns listade i Catalogue of Life.